# Ebere Orji
Ebere Orji, född 23 december 1992, är en nigeriansk fotbollsspelare som spelar för Sundsvalls DFF.

## Karriär
I augusti 2017 värvades Orji till Umeå IK från ungerska Ferencváros. I april 2018 gick hon till Mallbackens IF. Inför säsongen 2019 återvände Orji till Umeå IK.
I februari 2020 värvades Orji av Linköpings FC. Hon debuterade i Damallsvenskan och gjorde två mål den 27 juni 2020 i en 3–0-vinst över Växjö DFF. I december 2020 värvades Orji av IFK Kalmar, där hon skrev på ett tvåårskontrakt.
I juni 2021 lånades Orji ut till Elitettan-klubben Sundsvalls DFF. I mars 2022 blev hon klar för en permanent övergång till klubben. I mars 2023 förlängde Orji sitt kontrakt med ett år. I januari 2024 förlängde hon återigen sitt kontrakt med ett år.